# Equador nos Jogos Pan-Americanos de 2019
O Equador competiu nos Jogos Pan-Americanos de 2019 em Lima, Peru, de 26 de julho a 11 de agosto de 2019.
Em 10 de julho de 2019, o Comitê Olímpico Equatoriano nomeou oficialmente a equipe de 191 atletas disputando 28 esportes. A halterofilista Tamara Salazar foi nomeada porta-bandeira durante a cerimônia de abertura.
A equipe equatoriana foi composta por 201 atletas, a maior delegação já enviada pelo país aos Jogos Pan-Americanos.

## Atletas
Abaixo está a lista do número de atletas (por gênero) participando dos jogos por esporte/disciplina.
| Esporte               | Masculino | Feminino | Total |
| --------------------- | --------- | -------- | ----- |
| Badminton             | 1         | 1        | 2     |
| Boliche               | 0         | 2        | 2     |
| Boxe                  | 3         | 1        | 4     |
| Canoagem              | 5         | 4        | 9     |
| Caratê                | 3         | 2        | 5     |
| Ciclismo              | 9         | 11       | 20    |
| Fisiculturismo        | 1         | 1        | 2     |
| Futebol               | 18        | 0        | 18    |
| Golfe                 | 1         | 2        | 3     |
| Hipismo               | 4         | 1        | 5     |
| Judô                  | 3         | 2        | 5     |
| Levantamento de peso  | 5         | 6        | 11    |
| Lutas                 | 4         | 6        | 10    |
| Patinação sobre rodas | 1         | 3        | 4     |
| Pentatlo moderno      | 2         | 2        | 4     |
| Raquetebol            | 2         | 2        | 4     |
| Remo                  | 0         | 1        | 1     |
| Surfe                 | 3         | 3        | 6     |
| Taekwondo             | 4         | 3        | 7     |
| Tênis                 | 2         | 2        | 4     |
| Tênis de mesa         | 3         | 2        | 5     |
| Tiro com arco         | 3         | 0        | 3     |
| Tiro esportivo        | 3         | 4        | 7     |
| Triatlo               | 2         | 2        | 4     |
| Vela                  | 5         | 3        | 8     |
| Total                 | 87        | 66       | 153   |